# Секст Эмпирик
Секст Эмпирик (др.-греч. Σέξτος ὁ Ἐμπειρικός, 2-я половина II века н. э.) — древнегреческий врач и философ, представитель классического античного скептицизма.

## Биографические сведения
Время жизни Секста Эмпирика точно не установлено. Так, Ф. Кудлин считал, что Секст жил около 100 года н. э.; В. Вольграфф — что Секст был главой школы около 115—135 лет н. э. Самое распространённое мнение — это расцвет философии Секста Эмпирика в конце II века н. э. Этой точки зрения придерживались Л. Хаас, О. Паппенгейм, М. М. Патрик, Э. Целлер, М. Даль Пра, В. Брошар, А. Гёдекемейер. Эта точка зрения базируется на том, что в III веке н. э. стоицизм перестал быть настолько влиятельным философским течением, чтобы вызвать у Секста столь ожесточённую полемику. Предполагается, что последний скептик критикует стоицизм как основное догматическое учение своего времени. Однако неизвестно, вёл ли Секст актуальный спор со своими современниками-стоиками, или же просто критиковал стоицизм как один из видов догматизма. К тому же скептик критикует далеко не только стоиков, а поздние греческие философы, указывает Д. А. Гусев, считали правильным избегать упоминания современников независимо от своего отношения к ним.
Гален из Пергама неоднократно упоминает некоего Геродота, которого некоторые исследователи отождествляют учителем Секста Эмпирика. Но Гален ни разу не упоминает Секста, хотя подробно обсуждает медицинские течения и называет всех известных медиков. Также он подробно говорит о скептиках, но ни разу не упоминает Эмпирика ни в том, ни в другом плане.
Место рождения также неизвестно. Сам Секст подробно описывает множество земель, которые мог посещать, но все — отстранённо, без личного отношения. В «Суде» упоминаются Секст из Ливии и Секст из Херонии, оба скептики, при этом Секст из Херонии называется автором произведений Секста Эмпирика. Однако «Суда» многими исследователями считается ненадёжной, и, например, Э. Целлер и В. Брошар не учитывают этот источник. Другие же (например, Л. Хаас и В. Вольграфф) считают, что упоминание достаточно точно и согласуется с другими данными. При этом у самого Секста Эмпирика про Херонею имеется единственное упоминание (Sext. Emp. Adv. math. I. 295), да и то мимоходом.
Вероятно, жил в Александрии, Афинах и Риме, точные сведения не сохранились. Из сообщений Диогена Лаертского и Галена видно, что Секст Эмпирик был учеником Геродота из Тарса и, в свою очередь, имел ученика в лице Сатурнина. Прозвище «Эмпирик» дано ему, по всей вероятности, потому, что он принадлежал некоторое время к школе эмпирических врачей, прежде чем стал скептиком.
Секст Эмпирик наглядно показывает, что скептицизм не мешает активной жизненной позиции: «скептик из человеколюбия (διὰ τὸ φιλάνθρωπος εἶναι) хочет по возможности исцелить рассуждением самомнение и скоропалительность [заключений] догматиков», предлагая свои рассуждения как лекарства от догматичности мышления (Pyrrh. III, 280).

## Философия Секста Эмпирика
Его произведения «Пирроновы положения» (Πυῤῥώνειοι ὑποτυπώσεις) и «Против учёных» (Πρὸς μαθηματικούς) являются основными источниками по философии античного скептицизма.
В этом труде Секст Эмпирик систематизирует основные понятия и методы скептической философии, такие как положение о равной достоверности противоположных суждений (изостения), атараксия (ἀταραξία) — невозмутимость, эпохе (ἐποχή) — воздержание от суждения, апатия (ἀπάθεια) — бесстрастие. Далее приводятся тропы скепсиса — десять Энесидема и поздние пять Агриппы, а также приводятся отдельные скептические моменты у философов, которые не являются скептиками. Во II и III книгах проводится точка зрения скептиков на учения догматиков в области логики, физики (в современном ему понимании, включая религию) и этики. Приводится много свидетельств и фрагментов из учений философов, чьи произведения не сохранились. Эта аргументация затем подробнее раскрывается в трактате «Против учёных».
Своё понимание скептицизма Секст Эмпирик определяет как «скептическую способность» (οὕναμις), которая противопоставляет явления и ноумены всеми возможными способами. Также он описал изменение состояния догматика по мере формирования философа как скептика: сначала возникает конфликт (διαφωνία) понимания, который приводит к нерешительности, затем к пониманию равносилия тезисов (ἰσοσθένεια), воздержанию от суждений (ἐποχή) и, в конце концов, к безмятежности (ἀταραξία).
Также Секст Эмпирик иногда ссылается на свои труды по медицине и о душе, которые до нас не дошли.
Весь цикл «Против учёных» многие делят на две части, из которых одну называют «Против догматиков», а другую «Против отдельных наук». Книги «Против догматиков», объединяясь с другим циклом «Против учёных», обычно в науке именуются такими цифрами: «Против логиков» именуется VII и VIII (так как в этом трактате две книги), «Против физиков» — IX и X (по той же причине) и «Против этиков» — XI (в этом трактате только одна книга и содержится). Что же касается книг, направленных против отдельных учёных, то они соответственно обозначаются римскими цифрами I—VI: «Против грамматиков» (Πρὸς γραμματικού) — I, «Против риторов» (Πρὸς ῥητορικούς) — II, «Против геометров» (Πρὸς γεωμετρικούς) — III, «Против арифметиков» (Πρὸς ἀριθμητικούς) — IV, «Против астрологов» (Πρὸς ἀστρολόγους) — V, «Против музыкантов» (Πρὸς μουσικούς) — VI. Обычно, однако, книги «Против догматиков» ввиду их философской принципиальности печатаются раньше книг против отдельных наук. Поэтому первые и самые принципиальные книги из всего цикла «Против учёных» обозначаются цифрами VII—XI, а книги против отдельных наук обозначаются цифрами I—VI.
Секст Эмпирик окончательно оформил скептицизм, придав ему завершённость. До него скептики по сути занимались лишь критикой догматических философий, указывая на необоснованность их утверждений, но не подвергали сомнению сам скептицизм. Говоря современными терминами, это был скорее агностицизм: вера в то, что мир невозможно познать полностью. Скептицизм стал именно скептицизмом благодаря Сексту Эмпирику, который применил принципы сомнения и к самому скептицизму: это единственная философская позиция, которая сомневается в самой себе. Таким образом, из скептицизма были удалены все возможные «засады» догмы и веры (чего не понимают многие его критики до сих пор). Скептицизм — философия, парадигмально отличающаяся от других философий, поскольку не несёт никакого положительного содержания в принципе.
Метод рассуждений «от позиции противника» использовали ещё Сократ и Платон, которые в диалогах часто показывали ложность точки зрения оппонента, и не всегда при этом заявляли «как надо», ограничиваясь критикой. Секст Эмпирик перенял этот метод, вероятно, через Аркесилая, и в своих рассуждениях точно также использует посылки догматиков против них самих, указывая на их внутренние несоответствия. При этом скептик не строит собственной теории, а лишь указывает на свою правоту в критике догматических философов.
Д. К. Маслов указывает, что для стратегии опровержения в диалоге у Секста Эмпирика, в отличие от предшественников, имеется дополнительная посылка: противопоставление аргументов, суждений по всем вопросам, находящимся в исследовании. Как указывает Секст Эмпирик, скептическая способность заключается в противопоставлении явления мыслимому (Sext. Emp. Pyrrh. I 8), и в результате скептик утверждает что-либо не более, чем другое (Sext. Emp. Pyrrh. I 188—191). Обычно люди в случае оппонирования чему-либо начинают поиск истины, пытаясь установить, где истина, а где ложь. Скептики же противопоставляют тезисам обратные, равные по доказуемости, не признавая что-либо истинным и ложным. Скептики не опровергают оппонентов, доказывая ложность их тезисов — они указывают на то, что невозможно доказать их истинность. При этом аргументы скептика точно также не являются более доказательными, а сама скептическая аргументация является самоопровергающей при её автореферентном применении.
Таким образом, стратегия рассуждений Секста Эмпирика сводится к двум тезисам, которые первым выделил Р. Ла Сала, и упомянутым третьим тезисом:
1. принятие посылок оппонентов;
2. вывод из них противоречивых следствий, то есть демонстрация несостоятельности концепций оппонентов;
3. указание противопоставленных аргументов и суждений по всем затронутым вопросам.

Основной метод скептика — использование принципа непротиворечия: «Однако во всяком случае невозможно, чтобы одно и тоже было и существующим и несуществующим» (Sext. Emp. Adv. math. I. 295), «Одно и то же по природе не может совмещать противоположности» (Sext. Emp. Adv. math. XI 74). Принцип непротиворечия крайне важен: если его не принимать в обязательном порядке, то какие-либо исследования и рассуждения не имеют смысла. Д. Мачука указывает:
«Секст, по всей видимости, сознательно или неосознанно опирается на закон непротиворечия с двоякой целью: чтобы его негативные аргументы не толковались догматически, и чтобы его аргументативная терапия была ясно понята, поскольку без противоречия мы бы не имели возможности проводить дистинкции, что, в свою очередь, сделало бы рациональную дискуссию невозможной».
Однако при этом Мачука считает, в отличие от других исследователей, что Секст не считает закон непротиворечия истинным, просто он «в некотором смысле вынужден следовать его психологической версии» в рассуждениях.
Секст Эмпирик и скептицизм в целом были забыты почти на полтора тысячелетия, пока трактаты «Пирроновы основоположения» и «Против учёных» не были опубликованы в 1570-х годах в переводе на латынь и неожиданно оказались очень востребованными. Первым скептический метод применил Мишель Монтень в эссе «Апология Раймунда Сабундского», которое явно написано под влиянием пирронизма, затем работами Секста Эмпирика вдохновлялись Гассенди, Декарт, Паскаль и др.:211.

## Понимание явления у Секста Эмпирика
Секст Эмпирик указывал, что как явления следует воспринимать не только чувственные ощущения, но и объекты мысли (Sext. Emp. Pyrrh. VIII, 362), рассудка (Sext. Emp. Pyrrh. VIII, 141) и разума (Sext. Emp. Pyrrh. VII, 25). И даже философские высказывания, такие как «воздерживаюсь от суждения». Все подобные явления скептик описывает как летописец: «что мне в данный момент кажется» — образно говоря, отделяя «Я-мыслящее» от «Я-ощущающего».
В своих текстах философ часто использует слово «казаться» в значении «по-видимому», а не в прямом смысле явления, что указывает общность смыслов: в любом случае речь идёт о том, что кажется или является скептику. Важно понимать: скептик всегда учитывает, что воспринимает, чувствует, рассуждает именно он сам, но скептическое восприятие некорректно приравнивать к полному субъективизму или феноменализму. Субъективизм является догматизмом, скептик же заявляет о своих состояниях и переживаниях как о том, что от него не зависит, а испытывается им непосредственно.
Секст Эмпирик противопоставляет явления — то, что доступно человеку для восприятия и осмысления — «скрытому», «неочевидному», а понятие представления близко к аффекции. Часто Секст использует терминологию стоиков, приравнивая явление и представление: «Критерием скептического образа жизни, таким образом, мы называем явление (τὸ φαινόμενον), называя так по смыслу его представление (φαντασία); заключаясь в чувствах и невольных аффекциях (πάθος), оно лежит вне всяких изысканий» (Sext. Emp. Pyrrh I, 22). Таким образом, термины «явление», «представление» и «аффекция» философ использует практически как синонимы, просто в разных контекстах: для противопоставления «скрытому», «вещи в себе» — «явление», для феноменов действительности — «представление», а «аффекцию» — когда требуется подчеркнуть, что явление существует не само по себе, а в нашем восприятии:215.
Секст Эмпирик использует понятие явления в нескольких смыслах. Явление — это то, что невозможно подвергнуть сомнению, то есть то, что воспринимается человеком невольно, вне зависимости от его желания. Это наши восприятия, представления и аффекции. Также к явлениям он относит обыденную жизнь как она есть, без приложения трактовок догматическими спекуляциями.
Таким образом философ переходит от чистой гносеологии к психологии. Явление является уже не основой знания, но жизни как таковой, а скептицизм — это не оторванное от действительности теоретическое учение, а естественная способность человека. Именно поэтому скептик может жить активно, не противореча скептицизму, а не бездеятельно, что утверждали как недостижимый идеал Пиррон и другие крайние скептики.

## Скепсис и практика жизни
В. П. Лега указывает, что Секст Эмпирик разрабатывал скептицизм не как абстрактное «лукавое мудрствование», а потому, что считал его естественным, соответствующем природе человека. Если внимательно читать, то важно, что в текстах Секста говорится не о скептицизме как отвлечённой теории, а о естественной скептической способности человека: «Скептическая способность (δύναμις) есть та, которая противопоставляет каким только возможно способом явление (φαινόμενον) мыслимому (νοούμενον)» (Sext. Emp. Pyrrh. I. 8). Термин «способность» Секст использует по отношению к врачеванию, памяти, суждению, уму, душе и ремеслу — то есть именно для обозначения естественных способностей человека. «Догматической способности» не упоминается: таковой может быть лишь позиция. Таким образом, скептическая способность имеется у каждого человека, поэтому каждый может отказаться от догматизма и достигнуть атараксии (Sext. Emp. Pyrrh. I, 21-24).
Секст Эмпирик описывает, на что он опирается в своей жизни, в виде четырёхчленной схемы (Sext. Emp. Pyrrh I, 23-24):
1. скептик, как и все люди, ощущает и мыслит;
2. скептик подчиняется требованиям телесных аффекций, нужд организма: если хочет пить — пьёт и т. д.;
3. скептик следует принятым традициям, законам и установлениям;
4. скептик может обучаться профессии.

При этом скептик понимает, что традиции условны и недоказуемы в плане истинности, а в медицине (Секст и многие другие античные скептики были врачами) не рассуждает о скрытых причинах болезни, а руководствуется симптомами (явлениями), из которых и делает выводы о необходимом лечении.
Пиррон писал: «людские поступки руководятся лишь законом и обычаем» (Diog.L. IX 61). Таким образом, отказываясь от выражения догматического мнения, скептик не оказывается в позиции Буриданова осла: запрета на «практическую жизнь» нет, есть лишь отказ от самонадеянности в отношении истины.
Некоторые философы считают, что скептицизм может, условно говоря, практиковаться в разной степени. Дж. Барнс в этом плане указывает на «терапевтическую программу» скептицизма: в соответствии с выраженностью догматизма у собеседника скептик использует аргументы различной силы (Sext. Emp. Pyrrh. III 280—281) и тем самым воздержание от суждения может быть «уже» или «шире».
Однако такая позиция является предубеждённой: скептицизм полагается внутренне противоречивым, а позиция скептиков — неискренней. Скептицизм представляется как негативный догматизм, между тем как скептик всегда оставляет возможность опровержения скептических тропов (Sext. Emp. Pyrrh. I 226): он не отрицает истину, но сомневается в том, что выдают за таковую. Забывается, что Секст Эмпирик рассуждал о критериях действия (Sext. Emp. Pyrrh. I 21-24), а не познании «истинной сути» вещей. Например, для принятия ванны не требуется изучить все свойства воды — важно лишь, чтобы она была чистой и имела приемлемую температуру. Восприятие скептицизма у Секста исключительно как критерия истины — искажение сути его позиции.
М. Габриэль указывает, что концепция «сильного и слабого» скептицизма бессмысленна, поскольку цель скепсиса — практическая жизнь без догм. Скептику важно достижение спокойствия, а не максимизация количества убеждений, поставленных под сомнение.
К. Фогт указывает, что скептик может иметь мнение в смысле навязанного восприятия, которое «исходит из определённых впечатлений, которые без его воли или содействия ведут его к согласию». Навязанные, пассивные впечатления не являются мнениями в прямом смысле слова — следовательно, также и догмами.
Важно понимать, что именно считалось мнением в то время. Как минимум ведущие философские школы — стоики и академики — понимали мнение именно как активное суждение или одобрение, то есть осознанное принятие разумом некоторого представления. Это суждение соответствовало пониманию мнения Платоном, описанному в «Теэтете» [189e-190a]: по окончании процесса мышления душа, «уловив что-то, определяет это и более не колеблется, — тогда мы считаем это её мнением». Таким образом, мнение образуется всегда активно.
Секст Эмпирик рассуждает именно о процессе образования мнения, и именно об активном согласии неким представлениям, а не о понятии мнения как такового и его отличии от недогматического мнения. Важно и употребление терминов «δόγμα» и «δόξα»: во время жизни Секста «догма» уже обозначала некую доктрину. Логично считать, что философ под догмой понимал именно некое учение, а не просто мнение («δόξα»). Это различение слов у Секста чётко выражено: для него догма относится именно к философии.

## Отношение к религии
Секст Эмпирик критиковал не просто народные мифы, но и рациональные основы религии: наличие богов не очевидно и не доказывается (Sext. Emp. Adv. math. III. 9). Также он подвергает сомнению существование провидения, существования души и так далее. Однако при этом он пишет: «Следуя жизни без догм, мы высказываемся, что существуют боги, и почитаем богов, и приписываем им способность провидения» (Sext. Emp. Adv. math. III. 2). Получается, что с его точки зрения имеется некий ракурс, в котором скептицизм совместим с религией. Высказывание Секста о почитании богов — не единственный подобный факт. Диоген Лаэртский упоминает, что сам основатель античного скептицизма Пиррон был верховным жрецом Элиды (Diog. Laert. IX 64).
Кроме того, обсуждая народные представления, Секст Эмпирик нередко приводит явные выдумки (Sext. Emp. Pyrrh. I 81-84). В. А. Васильченко указывает, что подобные странности объясняются с точки зрения филологии компилятивным и эклектическим характером его текстов. Первым на это указал чешский филолог К. Яначек. Такой подход Секста Эмпирика — «всё сгодится» — очень схож с методологическим анархизмом П. Фейерабенда, который также, не разделяя веры в мифологию, считал возможным обращаться к ней наравне с наукой в поисках знания.
В. М. Богуславский первым обратил внимание на разное усердие у Секста Эмпирика: антирелигиозная позиция у него гораздо тщательнее и убедительнее, чем «зарелигиозная», и вдвое объёмнее. Атеистические взгляды критикуются очень щадяще, а вот астрономию он отвергает категорически, даже не упоминая о воздержании от суждения. Таким образом, Секст косвенно выдаёт, где у него искреннее личное отношение к концепциям, а где — по сути формальное следование скептицизму.
В. А. Васильченко считает, что эти факты вызывают «необходимость уточнения основных характеристик философского скептицизма как мировоззрения, близкого к атеизму и агностицизму» в смысле того, что скептицизм разрушает метафизические обоснования религий, но при этом бытовую веру оставляет без внимания. Однако это некорректно называть фидеизмом: суть не в вере, а в простом следовании народным обычаям в практической жизни.

## Сочинения
Русские переводы:
- Секст Эмпирик. Три книги Пирроновых положений. / Пер. Н. В. Брюлловой-Шаскольской, предисл. А. И. Малеина. СПб., 1913. 215 стр.
- Секст Эмпирик. Сочинения. В 2 т. / Пер. Н. В. Брюлловой-Шаскольской и А. Ф. Лосева. Общ. ред. и вступ. ст. А. Ф. Лосева. (Серия «Философское наследие»). М.: Мысль, 1976. 125000 экз. Т. 1. 400 стр. Т. 2. 424 стр.
- В «Loeb classical library» сочинения изданы в 4 томах.
- Греческие тексты:
  - Сочинения (издание 1842 года).
  - Vol. I (издание 1912 года). Пирроновы положения.